# هاشم ثاتشي
هاشم ثاتشي (بالألبانية: Hashim Thaçi) (من مواليد 24 أبريل 1968) سياسي من كوسوفو ويشغل منصب رئيس كوسوفو منذ شهر أبريل من عام 2016. كان ثاتشي أول رئيس وزراء لكوسوفو بعد استقلالها عن صربيا وشغل منصب وزير الخارجية ونائب رئيس مجلس الوزراء في الحكومة الجديدة برئاسة عيسى مصطفى الذي وصل إلى رئاسة الحكومة في 12 ديسمبر من عام 2014.
وُلد ثاتشي في منطقة درينيتشا وسط كوسوفو التي تأسس فيها جيش تحرير كوسوفو. درس ثاتشي الفلسلفة في مسقط رأسه قبل انتقاله إلى سويسرا حيث انضم إلى جيش تحرير كوسوفو في عام 1993. ترقى ثاتشي في صفوف الجيش تدريجيًا ليصل بحلول عام 1999، وخلال مفاوضات رامبوييه، إلى زعامته. وانضم بعد الحرب إلى بعثة الأمم المتحدة للإدارة المؤقتة في كوسوفو.
أصبح ثاتشي زعيم حزب الاتحاد الديموقراطي الكوسوفي الذي حصل على أغلبية الأصوات في انتخابات البرلمان الكوسوفي عام 2007. في عام 2008، أعلن ثاتشي استقلال كوسوفو وأصبح أول رئيس وزراء لها، وانتُخِب في عام 2016، رئيسًا لها. خلال فترة حكمه، انتهج ثاتشي سياسة موالية للولايات المتحدة. ظهرت بعض الخلافات حول دور ثاتشي في جيش تحرير كوسوفو إضافة إلى بعض المزاعم حول تورطه في الجريمة المنظمة. في عام 2020، وجه مكتب المدعي العام في كوسوفو، مع مجالس التأديب المتخصصة، لائحة من عشر تهم لهاشم ثاتشي وأخرين تتضمن ارتكاب جرائم ضد الإنسانية وجرائم حرب.

## أول سنوات حياته والتعليم
وُلد هاشم ثاتشي في قرية بروشنا في مدينة سكندراي في جمهورية صربيا الاشتراكية (تعرف اليوم باسم بوروجا وتقع في محافظة سكندراي في كوسوفو). تقع سكندراي في وادي درينيتشا الذي يعتبر منطقة تاريخية معروفة بمقاومتها للحكم الصربي. انطلق، في أوائل تسعينيات القرن العشرين، جيش تحرير كوسوفر من منطقة درينيتشا، مسقط رأس ثاتشي.
درس ثاتشي الفلسفة والتاريخ في جامعة برشتينا، وانتقل بحلول عام 1993 للعيش في سويسرا، حيث انضم إلى مجموعة اللاجئين السياسيين الألبانية. التحق ثاتشي بالدراسات العليا في جامعة زيورخ وحصل على درجة الماجستير باختصاص التاريخ والعلاقات الدولية.

## دوره في جيش تحرير كوسوفو
في عام 1993، أصبح ثاتشي أحد أعضاء الدائرة الضيقة لجيش تحرير كوسوفو. ساعدت الشخصية القيادية التي تمتع بها ثاتشي وغيره من أعضاء جيش تحرير كوسوفو في الحصول على دعم الكوسوفيين الألبان. كان ثاتشي (واسمه الحركي الأفعى) مسؤولًا عن تأمين الموارد المالية والأسلحة للجيش، إضافة إلى تدريب المجندين في ألبانيا بغية إرسالهم إلى كوسوفو. في 11 يوليو من عام 1997، حوكم ثوتشي غيابيًا في من قبل محكمة بريشتينا، وأدين بتهمة الإرهاب المرتبط بأنشطته في جيش تحرير كوسوفو، وحُكم عليه بالسجن لمدة 10 سنوات.
في شهر مارس من عام 1999، شارك ثاتشي في مفاوضات رامبوييه بصفته قائدًا لفريق كوسوفو الألباني. خلال المفاوضات كان الدبلوماسيون الغربيون ينظرون إلى ثاتشي على أنه «صوت العقل» داخل جيش تحرير كوسوفو: إذ أبدى استعداده لقبول الحكم الذاتي لكوسوفو داخل صربيا في الوقت الذي رفض فيه القادة المتمردين الآخرين أي حل غير الاستقلال الوطني الكامل.
ظهر ثاتشي بعد التسوية الدبلوماسية النهائية كزعيم لأقوى فصيل داخل جيش تحرير كوسوفو المشهور بتحزباته. تحرك ثاتشي بسرعة لتوطيد سلطته، وعين نفسه رئيسًا لوزراء حكومة كوسوفو المؤقته، ويُزعم بأنه أمر باغتيال جميع قادة الفصائل المسلحة المنافسة.

## المناصب التي تقلدها
- رئيس وزراء من 17 فبراير 2008 وحتى 9 ديسمبر 2014
- وزير الخارجية من 2014 حتى انتخابه رئيس أبريل 2016

## روابط خارجية
- هاشم ثاتشي على موقع IMDb (الإنجليزية)
- هاشم ثاتشي على موقع الموسوعة البريطانية (الإنجليزية)
- هاشم ثاتشي على موقع مونزينجر (الألمانية)